# Lichanura trivirgata
Lichanura trivirgata es una especie de serpiente de la familia Boidae. Se encuentra en el sureste de los Estados Unidos en los estados de California y Arizona, y al noroeste de México en los estados de Baja California y Sonora.
Estas pequeñas y atractivas serpientes normalmente alcanzan una longitud entre 43-86 cm, aunque hay algunos especímenes del litoral de California que llegan a medir entre los 91-112 cm. El ancho del cuerpo del adulto es del diámetro de una pelota de golf. La coloración en las boas rosadas pueden ser extremadamente variable, y usualmente localizadas específicamente en su cuerpo. El nombre proviene de la coloración del color rosa salmón que es común en el vientre de las boas rosas provenientes del litoral sur de California y Baja California. Muchas de las boas no tienen esta coloración ventral, pero en vez de eso tienen una serie de manchas oscuras a naranjas en el fondo de su cuerpo color claro.
Casi todas las boas tienen al menos un trazo de tres rayas longitudinales, una en la parte central de la espalda, y las otras en los lados inferiores. La apariencia de estas rayas varían  extensamente, hasta extremadamente rectas y tienen un alto contraste con los inter-espacios, hacia extremadamente opacas con casi nada de contraste en los inter-espacios. El color de las rayas pueden ser naranjas, guinda, óxido, marrón o negras. El inter-espacio pueden ser sombras de luces hacia el gris oscuro o bronceado. 

## Información de evaluación
Catalogado como Preocupación Menor en vista de su amplia distribución, gran cantidad de ubicaciones, tolerancia de una amplia gama de hábitats, se supone una gran población, y porque es poco probable que disminuya lo suficientemente rápido como para calificar para una categoría más amenazada.

## Distribución geográfica
La boa rosada se encuentra en el sureste de los Estados Unidos en los estados de California y Arizona, y al noroeste de México en los estados de Baja California y Sonora. En California, el rango de la boa rosa está en todo el desierto del Colorado y el desierto de Mojave, también ocupa las áreas litorales de Los Angeles, Orange, Riverside y el condado de San Diego. En Arizona, la boa rosa ocupa el desierto de Mojave y las áreas occidentales del Desierto de Sonora. No está presente desde el oriente y parte norteña del estado. En Sonora, el rango de la boa rosa está desde el borde sur de los Estados Unidos hacia todo el desierto de Sonora o al menos tan al sur como Ortiz. En Baja California, el rango de la boa rosa está en toda la península, exceptuando las áreas extremadamente secas o sin rocas del desierto.

## Población
Se desconoce el tamaño total de la población adulta de esta serpiente, pero seguramente supera los 10.000. La tendencia a largo plazo (últimos 200 años) no se conoce con precisión, pero la distribución y la abundancia probablemente han sufrido una modesta disminución. En general, la extensión de la ocurrencia, el área de ocupación y el número de subpoblaciones probablemente están disminuyendo lentamente. La disminución local parece haber ocurrido en algunos sitios que son fácilmente accesibles para los recolectores. Por ejemplo, las poblaciones se han reducido considerablemente en las cercanías de la Ruta 85 en el Monumento Nacional Organ Pipe Cactus. Sin embargo, esta serpiente todavía es abundante en muchas áreas remotas del Monumento Nacional Organ Pipe Cactus y presumiblemente en otros lugares dentro del rango. Hay menos información disponible sobre su abundancia y tendencia en México.

## Comportamiento
Las boas rosas pasan la mayor parte de sus vidas ocultas debajo de las rocas y grietas para escapar de depredadores naturales. Los afloramientos de granito son la asociación geológica más común habitada por la boa rosada. Con menos frecuencia, las boas son encontradas en asociación con rocas volcánicas o de otro tipo. Únicamente en lugares raros las boas rosadas habitan en ambientes sin rocas. En áreas con pocas rocas, las boas rosadas usan las madrigueras de roedores 
La temporada de actividad de las boas rosadas sigue un patrón del clima; son inactivas durante el invierno, y activas durante la primera, verano y el otoño. Como todas las serpientes, son dependientes de las temperaturas externas para mantener todas sus funciones vitales como la digestión y gestación. Durante la mayor parte de su duración, el invierno es suficientemente frío para que la boa rosada vaya a un estado inactivo llamado Dormancia. La primavera es época de la reproducción, lo que resulta una gran tasa de actividad. Muchas de las boas rosas son encontradas en primavera, porque dejan la seguridad de sus montones de rocas y grietas en busca de parejas. Otra de las razones para que las boas rosas sean activas en la superficie del suelo, es para encontrar presas o territorios nuevos.

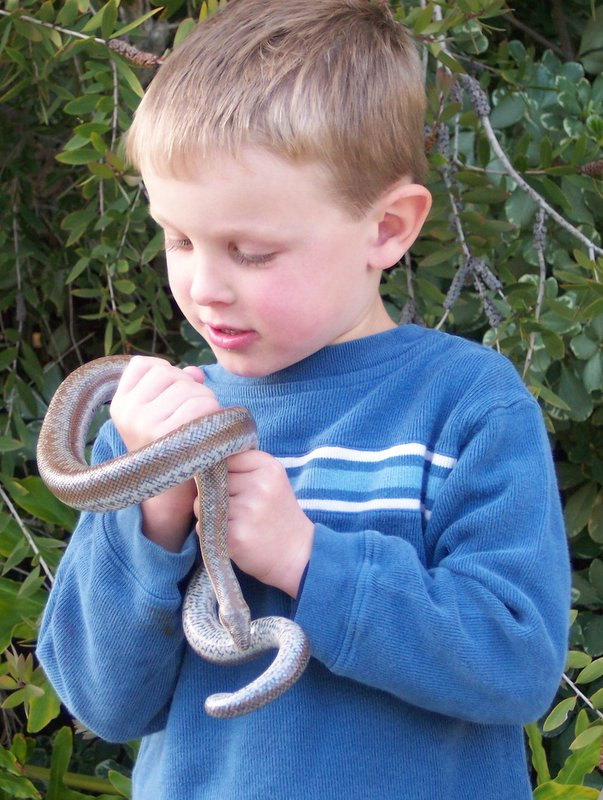
Una boa rosada de Riverside, California, exhibida como una criatura dócil

La actividad en la superficie de las boas rosadas pueden tomar lugar en cualquier hora del día, pero durante el clima caluroso, ellas optan por la Nocturnidad. En la primavera, ellas siempre están fuera en la tarde y temprana noche. A finales de primavera y verano, este periodo de actividad cambia desde atardecer hasta la tarde en la noche. Porque mucha población de las boas rosas viven extremadamente en hábitats secos, sus actividades son a menudo altamente dependientes de la humedad. Durante los periodos secos, permanecen debajo del suelo para mantenerse hidratadas. Las lluvias de otoño siempre resultan en una ráfaga de superficie terrestre.
Estas serpientes buscan pequeños mamíferos como alimento, pero son  conocidas por tomar ocasionalmente otras presas, como: aves y lagartijas. Las ratas, crías de conejo, Peromyscus, y ratas canguro componen una gran parte de la dieta de la boa rosa, que son una de las especies de serpiente con el movimiento más lento del mundo. Ellas son incapaces de perseguir a sus presas y muchas tampoco esperan emboscadas o acechan sus comidas. Cuando una presa está al alcance, generalmente a unos centímetros, la boa rosada golpea con una sorprendente velocidad y precisión. La presa es atrapada con pequeñas hileras de dientes afilados, como agujas, luego es sofocada por la constricción.
Las boas rosadas son extremadamente dóciles cuando son encontradas por humanos. Cuando son molestadas, ellas normalmente se enrollan en una especie de bola con la cabeza hacia el centro. Esta especie no es propensa a morder en defensa propia, pero liberará almizcle fétido de la base de la cola cuando se vea amenazada. Cuando haya ocurrido una mordida hacia un humano, usualmente es causada por la alimentación de un animal cautivo. Ninguna boa rosada es venenosa. Su docilidad, pocas necesidades, y atractiva coloración han hecho de las boas rosadas populares en el herpetoculturismo.

## Taxonomía
El epíteto concreto trivirgata se refiere a las tres distintas rayas características de las especies. La boa rosa junto a la boa de tres líneas del norte (Lichanura orcutti) son consideradas por ser las únicas especie dentro del Género Lichanura.
Un investigador la ha colocado en el género Charina con la Boa de goma. Más recientes investigaciones filogenéticas apoyan la disposición original, pero herpetólogos todavía siguen unificados en la taxonomía de la boa rosada. Los nombres sub-específicos son indecisos, con muchas fuentes no aceptándolos.

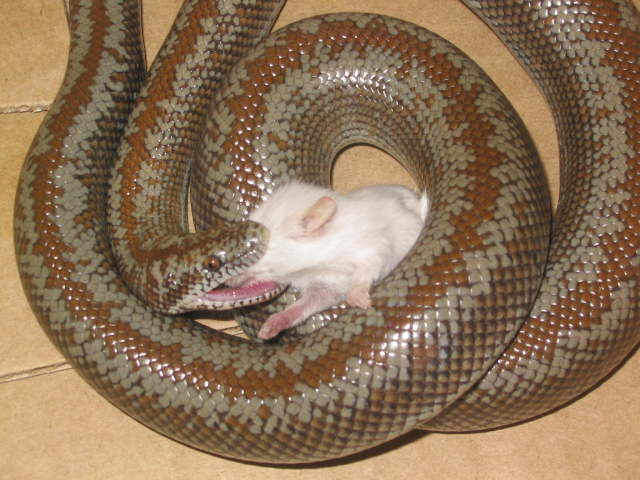
Una boa rosa como mascota comiendo un ratón

## En cautiverio
Su temperamento dócil y  el pequeño tamaños de las boas rosadas hacen una ideal elección para ser Animales de compañía, dado a su fácil cuidado y pequeño tamaño del recinto que puedan ocupar. Con frecuencia son criadas en cautiverio, y se alimentan de pequeños ratones que encuentren. Muchas variaciones de colores están disponibles, incluyendo a los albinos, así como de las diferentes subespecies. Con otras especies, tales como serpientes de maíz, leche de serpientes, y de las Pitones bola, dominando la mayor parte del mercado, la popularidad de la boa rosada  no ha sido tan alta como la de las otras especies.[cita requerida]